# Таш-Добо (Баткенская область)
Таш-Добо (кирг. Таш-Дөбө) — село в Кадамжайском районе Баткенской области Кыргызстана. Входит в состав айылного аймака Исхак-Полотхан.

## География
Село расположено в восточной части области, вблизи государственной границы с Узбекистаном, на расстоянии приблизительно 12 километров (по прямой) к северо-западу от города Кадамжай, административного центра района.

## Население
Согласно оценочным данным Национального статистического комитета Кыргызской Республики, численность населения села на начало 2023 года составляла 1085 человек.
| год     | 2009 | 2014 | 2015 | 2020 | 2021 | 2023 |
| ------- | ---- | ---- | ---- | ---- | ---- | ---- |
| человек | 826  | 1250 | 826  | 864  | 1014 | 1085 |